# Edyta Kucharska
Edyta Kucharska (ur. 9 grudnia 1977 roku w Rawie Mazowieckiej) – polska siatkarka, zawodniczka uniwersalna, najczęściej grająca na pozycji środkowej.

## Życiorys
Urodziła się 9 grudnia 1977 r. w Rawie Mazowieckiej. W wieku 10 lat trafiła na szkolny SKS, gdzie prowadzone były zajęcia z siatkówki. Tam siatkarskiego rzemiosła nauczył ją Andrzej Ostrowski.
Po ukończeniu szkoły podstawowej przeniosła się do Łodzi, gdzie w klubie Start Łódź spędziła kolejne 6 lat. Tu zanotowała pierwsze sportowe osiągnięcie – brązowy medal mistrzostw Polski juniorek starszych, a później awans do pierwszej ligi. Na pierwszoligowych parkietach dostrzegli ją działacze AZS-u Opole, którego barw broniła przez następne 2 lata. W 2000 roku przeniosła się do Kalisza. Już w pierwszym sezonie grania w stolicy Południowej Wielkopolski (2000/2001) zdobyła wraz z koleżankami z ekipy brązowy medal. Zdecydowanie najlepszy w karierze Kucharskiej był sezon 2004/2005, kiedy pod wodzą nowego szkoleniowca, Alojzego Świderka, zespołowi udało się wywalczyć Mistrzostwo Polski. Ostatni sezon siatkarki w Kaliszu to występy w Grześkach, zakończone ponownie zdobyciem brązowego „krążka”, trzeciego już w karierze. Od sezonu 2006/2007 druga, według statystyk, środkowa sezonu 2004/2005 wybrała ofertę BKS-u Bielsko-Biała i barwy tego klubu reprezentowała przez dwa sezony. W sezonie 2008/2009 przeniosła się znowu do Wielkopolski, tym razem podpisała dwuletni kontrakt z drużyną znad Gwdy -Farmutilem Piła. Z tą drużyną sięgnęła po brązowy medal Mistrzostw Polski i SuperPuchar Polski. W sezonie 2010/2011 zawodniczka powróciła na pierwszoligowe parkiety, jej klubem była Gedania Żukowo. Po tym sezonie zakończyła karierę.
W sezonie 2015/2016 była grającą II trenerką II ligowego zespołu MKS Kalisz.

## Kluby
- 1992–1998:  Start Łódź
- 1998–2000:  AZS Coroplast Opole
- 2000–2006:  Winiary/Grześki/Calisia Kalisz
- 2006–2008:  BKS Aluprof Bielsko-Biała
- 2008–2010:  Farmutil/PTPS Piła
- 2010–2011:  Gedania Żukowo

## Sukcesy
- brązowy medal Mistrzostw Polski Juniorek starszych ze Startem Łódź
- 2000/2001 -  brązowy medal Mistrzostw Polski z Calisią Kalisz
- 2002/2003 -  srebrny medal Mistrzostw Polski z Winiarami Kalisz
- 2003/2004 -  srebrny medal Mistrzostw Polski z Winiarami Kalisz
- 2004/2005 -  złoty medal Mistrzostw Polski z Winiarami Kalisz
- 2004/2005 -  finalistka Pucharu Polski z Winiarami Kalisz
- 2005/2006 -  brązowy medal Mistrzostw Polski z Grześkami Kalisz
- 2006/2007 -  brązowy medal Mistrzostw Polski z BKS Aluprofem Bielsko-Biała
- 2006/2007 -  Superpuchar Polski z BKS Aluprofem Bielsko-Biała
- 2008/2009 -  Superpuchar Polski z Farmutilem Piła
- 2008/2009 -  brązowy medal Mistrzostw Polski z Farmutilem Piła
- 2010/2011 - 5. miejsce na Mistrzostwach Europy niesłyszących
- 2015 - brązowy medal Mistrzostw Europy Niesłyszących w Paryżu